# 朱学勤事件
朱学勤事件指中國學者朱学勤涉嫌抄袭的事件。

## 始末
2010年7月8日，水木社区用户“Isaiah”在水木社区发贴《朱学勤——学术界的又一个“汪晖”》，指知名学者朱学勤的博士论文《道德理想国的覆灭》有抄袭嫌疑。7月11日，《东方早报》发布报道《朱学勤博士论文被指涉嫌抄袭》，介绍“Isaiah”相关质疑并专访“Isaiah”。 此文被《羊城晚报》、《扬州晚报》及各大网站转载。
7月11日晚8点，朱学勤在《第一财经日报》电话采访中表示，Isaiah在网络和报纸上，一直不敢公开真实姓名，这是对学术界以及对Isaiah自己的不尊重，应该有胆量对其言论负责；其二，Isaiah很多说法属于不实之词，他会逐条反驳。7月12日晚，朱学勤表示将逐条批驳相关质疑，并且表示“不会像汪晖一样沉默。”同时他已吁请有关机构启动学术调查程序。7月13日，朱学勤向上海大学和复旦大学递交启动学术调查程序的申请。7月13日晚，朱学勤接受《人民日报》专访。7月14日复旦大学新闻中心工作人员答复《北京晚报》说，复旦大学还未决定是否调查此事。7月18日下午，《新京报》记者从复旦大学学术规范委员会委员葛剑雄处获悉，举报朱学勤的网友“Isaiah”已提供了他在网上公布的全部材料。葛剑雄表示调查结果不会很快出来。7月19日，“Isaiah”见到新闻后发贴《所谓“匿名举报”从不存在》。
2011年1月12日晚，复旦大学学术规范委员会《关于朱学勤的博士论文涉嫌抄袭的调查结论》在复旦大学官方网站公布，认为“尽管朱文中涉嫌抄袭而被举报的部分在学术规范方面存在一些问题，但剽窃抄袭不能成立。”否定朱学勤抄袭。随后，朱学勤第一时间接受了中央台记者专访，以及《南方都市报》记者电话采访。 1月13日，《人民日报》以《“朱学勤论文涉嫌抄袭”有了权威结论“有缺点，但不是剽窃”》为题报道。14日，《京华时报》以《复旦认定朱学勤论文剽窃不成立：有缺点非剽窃》为题报道。
1月15日，新华网发布署名何佳仪的评论文章《复旦对朱学勤抄袭调查结论疑点重重》，指出复旦大学学术规范委员会未回避与朱学勤关系密切的葛剑雄教授，违背回避原则，抛弃程序正义。同日，“Isaiah”发贴《朱学勤原谅，我也绝不原谅》。1月22日，水木社区网友“petriv”等发起《关于朱学勤涉嫌抄袭事件的公开信》联署，质疑复旦大学学术规范委员会的调查结论。